# CSS Alabama
CSS Alabama – slup parowy Marynarki Wojennej Skonfederowanych Stanów Ameryki, prowadzący działania rajderskie podczas domowej wojny secesyjnej. Był to najsłynniejszy z konfederackich rajderów, nazywanych też krążownikami.

## Historia
Podczas wojny secesyjnej w USA, cała amerykańska przedwojenna flota wojenna i większość floty handlowej znalazła się pod kontrolą Unii (stanów północnych). Północ ponadto zastosowała blokadę morską portów Południa (Plan Anaconda). Wskutek tej dysproporcji, jedyną możliwością Konfederacji na morzu było prowadzenie wojny rajderskiej – zwalczanie handlu morskiego Unii. W tym celu przebudowywano kilka statków na okręty wojenne, nazwane krążownikami (ang. cruiser), a emisariusze Konfederacji podjęli starania w celu zakupu okrętów za granicą. Oprócz tego władze Konfederacji werbowały kaprów.
W czerwcu 1861 wysłano dwóch emisariuszy Jamesa Bullocha i Jamesa Northa do Wielkiej Brytanii. Mimo deklarowanej przez Wielką Brytanię neutralności, po cichu sprzyjała ona Konfederatom, do czego przyczynił się też głośny incydent z bezprawnym zatrzymaniem brytyjskiego statku „Trent” przez amerykański okręt i aresztowaniem na nim wysłanników Konfederacji 8 listopada 1861. Mimo prób przeciwdziałania ze strony ambasadora Stanów Zjednoczonych w Wielkiej Brytanii, James Bulloch zdołał zakupić tam, a następnie uzbroić 5 statków.

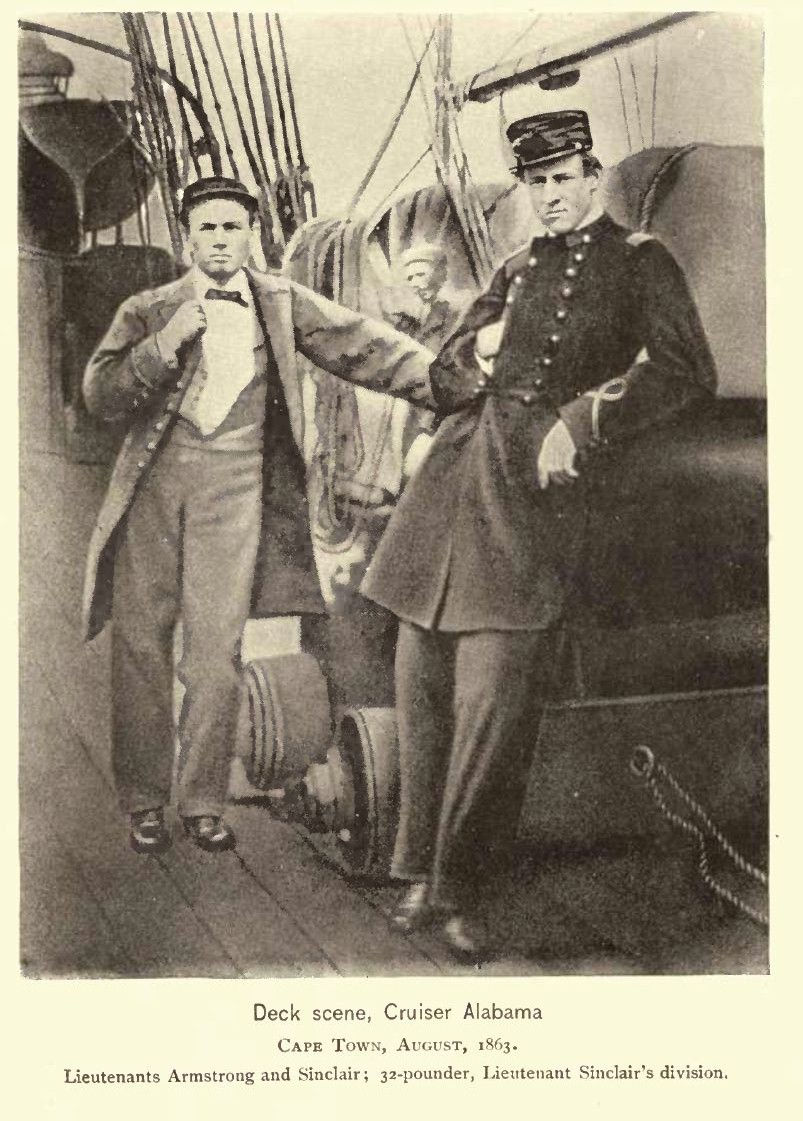
Oficerowie Armstrong i Sinclair przy stanowisku działa 32-funtowego

Jednym ze statków zakupionych w Anglii był 1050-tonowy slup z pomocniczym śrubowym napędem parowym „Alabama”, zbudowany w 1862 w stoczni John Laird Sons and Company w Liverpoolu. 29 lipca 1862 okręt wypłynął w pierwszy próbny rejs, z którego już nie powrócił do portu, kierując się na Azory. Okręt został przyjęty oficjalnie w skład marynarki konfederackiej 24 sierpnia 1862, jako krążownik CSS „Alabama”. Dowództwo objął komandor Raphael Semmes, dowodzący poprzednio krążownikiem CSS Sumter. Na Azorach okręt spotkał się ze statkiem zaopatrzeniowym „Agrippina”, który dostarczył mu oficerów, broń i zapasy.
Po uzbrojeniu, „Alabama” 7 października wyruszyła w pierwszy rejs. Podczas pierwszych dwóch miesięcy, zdobyła na Atlantyku 20 statków Unii. Statki następnie były niszczone. Następnie, okręt kontynuował działalność korsarską na Morzu Karaibskim, z mniejszymi rezultatami. Podpływając pod port Galveston w Teksasie, blokowany przez okręty Unii, 11 stycznia 1863 „Alabama” zatopiła w pojedynku artyleryjskim bocznokołową kanonierkę Unii USS „Hatteras”, która początkowo wzięła „Alabamę” za brytyjski okręt. Po tym sukcesie, „Alabama” opuściła ten akwen, kontynuując działalność na południowym Atlantyku, a następnie Oceanie Indyjskim, zdobywając i niszcząc prawie 40 statków Unii do końca roku. Pomimo podejmowanych prób, okręty Unii nie mogły przechwycić rajdera.
W 1864 „Alabama” powróciła na wody europejskie. Z powodu konieczności remontu po dwuletnim pływaniu, 11 czerwca 1864 „Alabama” zawinęła do Cherbourga we Francji, gdzie kapitan Semmes poprosił o możliwość dokowania i napraw. Po szybkiej informacji telegraficznej konsula amerykańskiego, pod Cherbourg nadpłynął z Holandii śrubowy slup wojenny Unii USS „Kearsarge”.

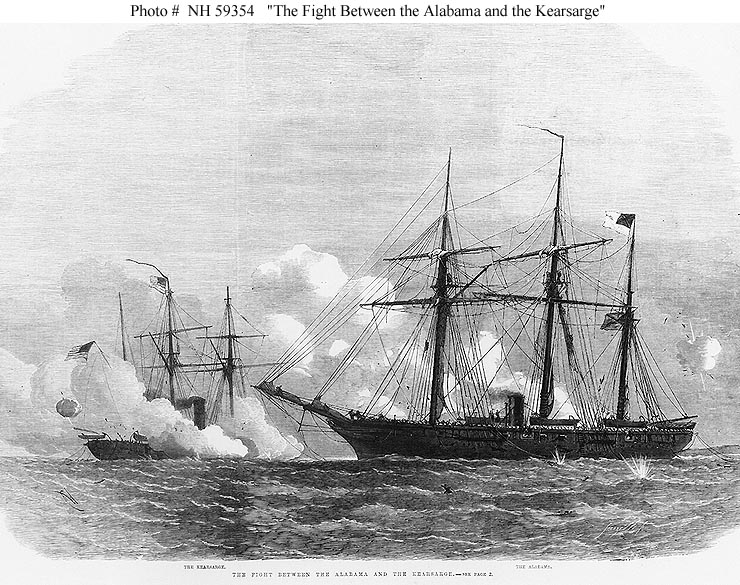
„Alabama” (na pierwszym planie) podczas walki z „Kearsarge”

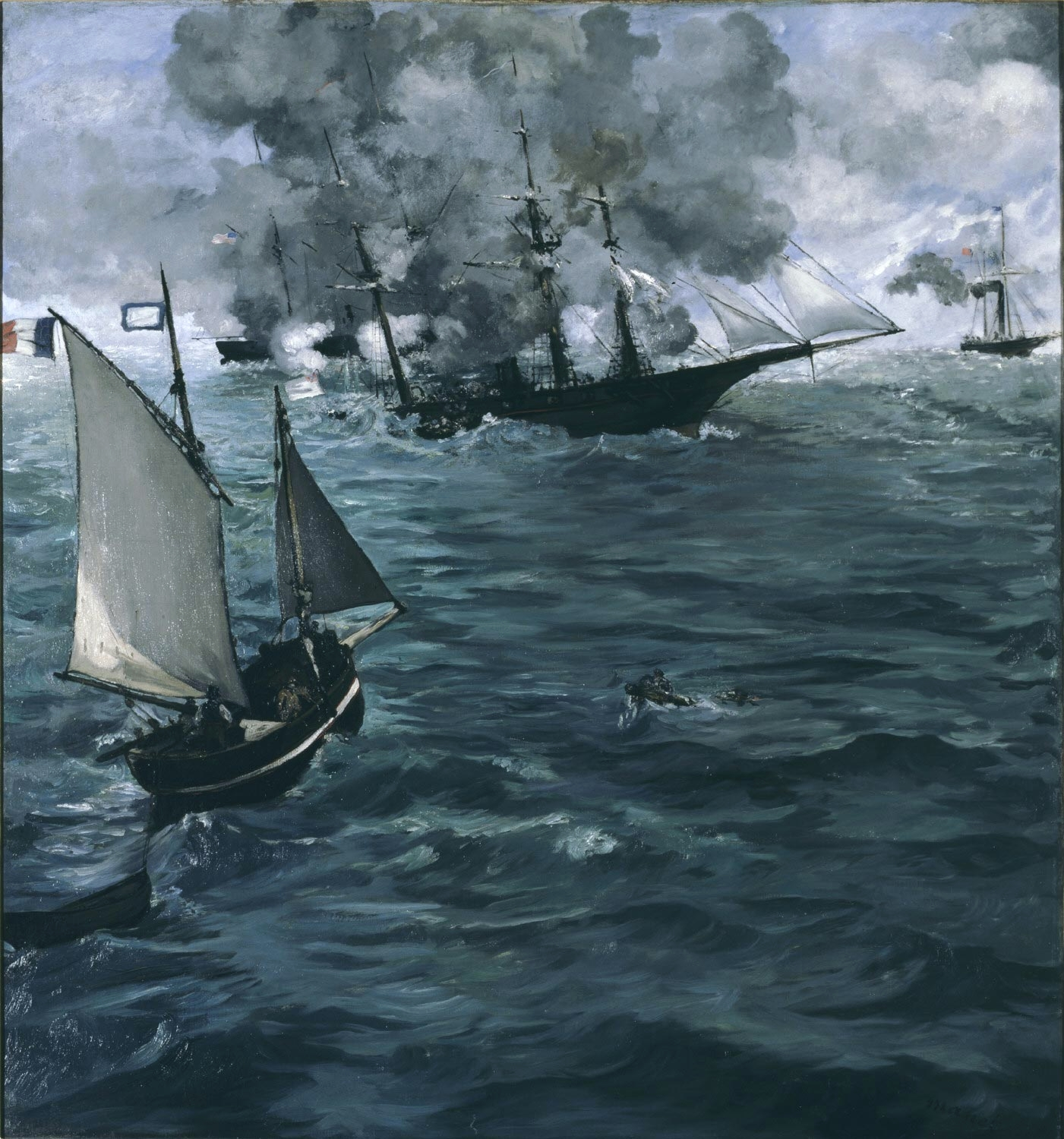
„Alabama” i „Kearsarge” na obrazie Édouarda Maneta

Ponieważ Francuzi odmówili możliwości dokowania, 19 czerwca „Alabama” wypłynęła z portu stoczyć pojedynek z „Kearsarge”, czekającym na skraju francuskich wód terytorialnych. Wydarzenie to zgromadziło wielu obserwatorów na brzegu. Oba okręty były podobnej wielkości i uzbrojenia – waga salwy burtowej „Alabamy” wynosiła 147 kg, a „Kearsarge” 177 kg. Pierwsza otworzyła ogień „Alabama” z odległości 1800 m. „Kearsarge” otworzył ogień po drugiej salwie „Alabamy”, z odległości 900 m. Oba okręty zaczęły zataczać kręgi na przeciwnych kursach, prowadząc ogień. Wyszkolenie artylerzystów „Alabamy” okazało się słabsze, ponadto jej maszyny był bardziej wysłużone i w efekcie „Alabama” otrzymała wiele trafień, podczas gdy jej przeciwnik został w niewielkim stopniu uszkodzony. Po około godzinie walki, „Alabama” została opuszczona przez załogę i zatonęła. Zginęło 19 marynarzy, a 21 zostało rannych (na „Kearsarge” zginął 1 marynarz i 2 odniosło rany). Większość rozbitków została wzięta do niewoli, natomiast komandor Semmes i 41 innych zostało podjętych przez angielski jacht „Deerhound”.
Podczas działalności jako rajder, „Alabama” zatopiła 66 statków, wartych ówczesne 6,5 miliona USD, co uczyniło ją najskuteczniejszym krążownikiem konfederackim, mającym znaczący wpływ na komunikację morską Unii. Przepłynęła w czasie służby 75 000 mil morskich. Po wojnie, rząd USA wysunął wobec Wielkiej Brytanii roszczenia za działalność zbudowanych tam rajderów konfederackich, nazwane roszczeniami „Alabamy” (Alabama claims).
W 1984 wrak „Alabamy” został odnaleziony przez francuską marynarkę wojenną.

## Charakterystyki
Trzymasztowy bark konstrukcji drewnianej z pomocniczym napędem śrubowym.
- wyporność 1050 ton
- długość – 67,1 m
- szerokość – 9,7 m
- zanurzenie – 4,3 m
- maszyny parowe o mocy 300 KM, 1 śruba napędowa
- prędkość
  - pod żaglami – 10 w.
  - maksymalna pod parą i żaglami – 13,5 w.
- uzbrojenie:
  - 6 dział gładkolufowych kalibru 170 mm (32 funty) w baterii burtowej,
  - 1 działo gwintowane 100-funtowe Blakely (obrotowe)
  - 1 działo gładkolufowe kaliber 210 mm (68 funtów) (obrotowe)
- załoga – 120 marynarzy i 24 oficerów

## Oficerowie i załoga
| Oficerowie i załoga                              | Oficerowie i załoga          |
| Oficer                                           | Stanowisko                   |
| ------------------------------------------------ | ---------------------------- |
| Lista oficerów Alabamy według własnych podpisów. |                              |
| Raphael Semmes                                   | Kapitan                      |
| John Mclntosh Kell                               | I Oficer i Oficer Wykonawczy |
| Richard F. Armstrong                             | II Oficer                    |
| Joseph D. Wilson                                 | III Oficer                   |
| John Low                                         | IV Oficer                    |
| Arthur Sinclair                                  | V Oficer                     |
| Francis L. Galt                                  | Chirurg i p.o. Skarbnika     |
| Miles J. Freeman                                 | Główny Inżynier              |
| Wm. P. Brooks                                    | Asystent Inżyniera           |
| Mathew O Brien                                   | Asystent Inżyniera           |
| Simeon W. Cummings                               | Asystent Inżyniera           |
| John M. Pundt                                    | Asystent Inżyniera           |
| Wm. Robertson                                    | Asystent Inżyniera           |
| Becket K. Howell                                 | Porucznik Piechoty Morskiej  |
| Irvine S. Bulloch                                | Nawigator                    |
| D. Herbert Llewellyn                             | Asystent Chirurga            |
| Wm. H. Sinclair                                  | Midszypmen                   |
| E. Anderson Maffitt                              | Midszypmen                   |
| E. Maffitt Anderson                              | Midszypmen                   |
| Benjamin P. Mecaskey                             | Bosman                       |
| Henry Alcott                                     | Żaglomistrz                  |
| Thomas C. Cuddy                                  | Działowy                     |
| Wm. Robinson                                     | Cieśla                       |
| Jas. Evans                                       | Mat Nawigatora               |
| Geo. T. Fullam                                   | Mat Nawigatora               |
| Julius Schroeder                                 | Mat Nawigatora               |
| Baron Max. Von Meulnier                          | Mat Nawigatora               |
| W. Breedlove Smith                               | Sekretarz Kapitana           |